# اقتصاد الوصول
اقتصاد الوصول (بالإنجليزية: Access economy)‏، هو أحد نماذج الأعمال التجارية حيث يتم تداول السلع والخدمات على أساس الوصول بدلاً من الملكية؛ فهو يشير إلى استئجار الأشياء مؤقتاً بدلا من بيعها بشكل دائم. وقد نشأ هذا المصطلح كتصحيح لمصطلح تقاسم الاقتصاد. بتعريف آخر هو التحاق عام بالنشاط الاقتصادي الذي يتم إنشاؤه بواسطة الشركات التي تتيح تقاسم الموارد. تُعتبر شركة إير بي إن بي (بالإنجليزية: AirBnb)‏ أو زيبكار (بالإنجليزية: ZipCar)‏ من الأمثلة الكلاسيكية لهذا النشاط.